# Laguian-Mazous
Laguian-Mazous är en kommun i departementet Gers i regionen Occitanien i sydvästra Frankrike. Kommunen ligger i kantonen Miélan som tillhör arrondissementet Mirande. År 2022 hade Laguian-Mazous 248 invånare.

## Befolkningsutveckling
Antalet invånare i kommunen Laguian-Mazous
Referens:INSEE